# Бизил, Яка
Яка Бизил (или Бизиль, род. 8 декабря 1971 года в Любляне, Словения) — продюсер.

## Биография
Яка Бизил родился 8 декабря 1971 года в Любляне.
Его отец — Наце Бизиль (словен. Nace Bizilj, род. 1944 в Гамельне под Любляной) - известный словенский фотожурналист. Свою карьеру начал в 1962 году в компании Foto Slovenija, в 1968 году продолжил в газете «Dnevnik». В 2003 году он ушел на пенсию. В 2010 году он передал в дар Музею новейшей истории Словении весь опус с 300 тысячами негативов фотографий, сделанных в 1968-2003 годах. Музей подготовил выставку по его фотографиям и издал богатый каталог.
Яка Бизил вырос в Словении, Ливии, Танзании, Малайзии и Германии. Его родители отправились в Ливию в качестве специалистов по развитию с пятью детьми, затем - Танзания и Малайзия.
Уже в школьные годы и во время учёбы он посвятил себя журналистике. В 1991 году окончил Майнцский университет.
Его компания Star Entertainment выпускала популярные музыкальные шоу. Он начал с евангельского шоу в середине 1990-х годов недалеко от Бад-Кройцнах (земля Рейнланд-Пфальц), где обосновалась семья. Яка Бизил писал статьи для печати, радио и телевидения, например, для Sat.1, Bild или Der Spiegel.
С 1995 года - организатор и продюсер.
В 2002 году Бизил выступил с инициативой «Кино во имя мира». В 2008 году был основан одноимённый фонд, председателем правления которого является Бизил.
В августе 2020 года Яка Бизил подготовил самолёт для доставки Алексея Навального в больницу в Берлин. В сентябре 2018 года он таким же образом доставил в Германию участника группы Pussy Riot Петра Верзилова, отравленного неизвестными лицами.

## Организатор, продюсер, основатель
В 1995 году Бизил начал организовывать концерты. Среди участников был  Андреа Бочелли, Удо Юргенс, Брайан Адамс, Монсеррат Кабалье, Макс Раабе и Лайза Миннелли. Он организовывал туры с Хосе Каррерасом. Бизил является международным продюсером с конца 1990-х годов и временно превратился в крупнейшего поставщика опер под открытым небом в Европе. Он организовывал до 700 концертов и живых постановок в год. В числе собственных постановок — «Иисус Христос суперзвезда» и «Эвита» Эндрю Ллойда Уэббера, мюзикл Элтона Джона «Аида» и бродвейский мюзикл «Джекил и Хайд». Бизил также является соучредителем ряда фестивалей, таких как фестиваль Наэ или фестиваль Шпейерского собора.
В 2002 году он основал инициативу «Кино во имя мира» и инициировал Фонд «Кино во имя мира» в 2008 году с целью «повышения осведомленности о социальной значимости фильмов и их влиянии на восприятие и устранение глобальных социальных, политических и гуманитарных проблем». С 2006 года Бизил также работал продюсером фильмов.  Он также участвовал в создании документального фильма о заключенном в тюрьму бирманском комике «Зарганар» и в производстве фильмов «После тишины» и «Песня имен» с Дастином Хоффманом и Энтони Хопкинсом.
В 2016 году Яка Бизил открыл «Музей Берлинской стены» в галерее Ист-Сайд в Берлине.
Вместе с Ай Вэйвэем он реализовал всемирно признанную инсталляцию спасательных жилетов в Концертхаусе в Берлине по случаю фестиваля Cinema for Peace Berlin 2016 . В «Кино за мир» он инициировал вручение «Зелёного Оскара» с Леонардо Ди Каприо и Михаилом Горбачёвым, основал «Спорт во имя мира» a. а. вместе с Нельсоном Манделой и Мухаммедом Али, а также с Шоном Пенном в Лос-Анджелесе — благотворительная организация «Помогите Гаити домой», которая финансирует большую часть его гуманитарной работы на Гаити .
В феврале 2020 года Бизил впервые провёл фестиваль фильмов Ай Вэйвэя в кинотеатре «Вавилон» в Берлине под названием «Цензура».
Во время коронавируса 2020 года Яка Бизил написал письмо Ангеле Меркель, которое было процитировано в «Утреннем брифинге» Габора Штейнгарта.

## Собственные развлекательные постановки/шоу/выставки
- с 1996 — Черные госпел-певцы
- с 1997 года — Набукко, Аида
- с 1998 — Кармен
- с 1999 — Магия танца
- с 2000 — Romanza с Хелен Шнайдер , Burgfestspiele Königstein / FFM , Nahe Festival (до 2005)
- с 2001 года — Stardance , Dancing Queen / Abbafever
- с 2002 — Эвита
- с 2003 г. — Венский гала-концерт вальса им. Иоганна Штрауса, фестиваль под звездами / дворец Херренкимзее
- с 2004 г. — Die Zauberflöte , Jedermann
- с 2005 — Last Night of Spectacular Classic , Arena di Bavaria , Wörtherseefestspiele
- 2006 — Мировые футбольные концерты на чемпионате мира по футболу, Иисус Христос — суперзвезда , Гала- вечер мюзикла , Гала-концерт Моцарта
- 2007 — Концерт «Властелина колец», « Королева» — дань уважения балету Бена ван Каувенберга.
- 2008 — Аида — мюзикл Элтона Джона и Тима Райса
- 2009 — Джекил и Хайд
- 2011 — День рождения Призрака Оперы в O2-World в Берлине, The Fantastic Shadows — Die Welt der Schatten
- 2012 — Фантастические тени — Мир теней
- 2014 — Маленький принц
- 2015 — Властелин колец и концерт-возвращение Аль Бано и Ромина Пауэр в берлинском Вальдбюне
- 2015 — Предварительное открытие Музея стены в галерее Ист-Сайд в Берлине
- с 2016 — Музей стены в галерее Ист-Сайд в Берлине
- 2018/2019 — Властелин колец и Хоббит в концерте с Пиппином Билли Бойдом, Беном Беккером , Sky du Mont
- 2018/2019 — Музыка Ганса Циммера и других
- 2018/2019 — Музыка Короля Льва
- 2020 — Волшебная музыка Гарри Поттера — концерт

Постановки:
- с 2002 г. — ежегодный гала-концерт «Кино за мир» в Берлине.
- 2005 — Долгий путь к справедливости / Live 8 Germany
- 2008 — Кампания «Спорт во имя мира» по случаю летних Олимпийских игр в Пекине.
- 2009 — « Кино за ужином мира» в честь Михаила Горбачева по случаю 20-летия падения Берлинской стены [
- 2010 — специальный вечер, посвященный правосудию, в Кампале, Уганда
- 2010 — Гала Спорт во имя мира в Йоханнесбурге, ЮАР
- 2010 — Начало кампании по борьбе со СПИДом с фильмом «Темба — Мальчик по имени Надежда» в Кейптауне с Десмондом Туту.
- 2010 г. — в Кейптауне, в специальный день молодежи, показ фильма «Темба — Мальчик по имени Надежда», представленный Десмондом Туту.
- 2010 — Африканский вечер в Нью-Йорке с президентом Полем Кагаме, Бобом Гелдофом и Шэрон Стоун
- 2010 — Зелёный вечер с Себастьяном Коуплендом и Орландо Блумом в Берлине
- 2011 — Почетный ужин «Кино ради мира», Канны а . а. с Шоном Пенном, Леонардо Ди Каприо, Робертом де Ниро, Умой Турман и Джейн Фонда
- 2011 — Ужин «Кино ради мира» и киносимпозиум в честь Ханса-Дитриха Геншера в Любляне.
- 2011 — Приветственный ужин «Кино за мир» в Сен-Тропе
- 2011 — Ужин «Кино во имя мира» для Тибета по случаю визита Далай-ламы XIV в Висбаден с кинопоказами, речами и дискуссиями
- 2011 — Вечер «Кино за мир» по проблеме детей-солдат в Гааге при поддержке Министерства иностранных дел Нидерландов и Международного уголовного суда, петиция
- 2011 — Презентация первого универсального логотипа прав человека и ужин «Кино за мир» в Нью-Йорке
- 2011 — судья Гала в Нью-Йорке вместе с Международным уголовным судом
- 2012 — Кино за мир, Лос-Анджелес — Помоги Гаити домой
- 2012 — Art & Cinema for Peace Art Basel в поддержку Ай Вэйвэя
- 2012 — Во имя справедливости — Прощание с Луисом Морено-Окампо в Международном уголовном суде
- 2012 — «Спорт во имя мира» Лондон чествует Мухаммеда Али и отмечает его основные ценности по случаю Олимпийских игр.
- 2012 — Ужин «Кино ради мира», Нью-Йорк — художники помогают развитию и защите климата, чествуя Стинга и Труди Стайлер
- 2013 — Гала-концерт для человечества «Кино во имя мира», Лос-Анджелес
- 2013 — Ужин «Кино за мир» в честь ООН-Женщины, Берлин
- 2013 — гуманитарная поездка на сирийскую войну в Алеппо с Яном Йозефом Лиферсом для газеты BILD
- 2014 — Ужин «Кино для героев мира» по случаю 25-летия падения Берлинской стены с u. а. Михаил Горбачев и Миклош Немет
- 2014 — Посещение Олимпийских игр в Сочи с Pussy Riot
- 2014 — Симпозиум «Кино ради мира» в Берлине, чтобы избежать новой холодной войны (совместное мероприятие с Форумом новой политики)
- 2015 — Ужин настоящих героев «Кино во имя мира» в Лос-Анджелесе в честь u. а. Амелия Бойнтон Робинсон
- 2016 — Инсталляция спасательного жилета с Ай Вэйвэем в Концертхаусе в Берлине
- 2019 — Благодарность гражданского общества и Федерального президента Германии Михаила Горбачева в Москве по случаю 30-летия падения Берлинской стены
- 2020 — Цензура, кинофестиваль Ай Вэйвэй в Берлине

Производство фильмов:
- 2006 — Не та процедура, что каждый год — Ужин для всех с Бобом Гелдофом и Катей Риманн
- 2007 — Фильм Внезапно Джина / Завтрак с незнакомцем (в том числе Ирис Бербен , Джулия Йенч, Ян Йозеф Лиферс и Катрин Денев)
- 2008 — Танцевать не хочу, короткометражка
- 2008 — Письмо Анне, документальный фильм Эрика Бергкраута об убитой российской журналистке Анне Политковской.
- 2009 — «Эта тюрьма, где я живу», участвует в создании документального фильма о заключенном в тюрьму бирманском комике Зарганаре.
- 2010 — Налог против бедности — Хорошая идея, рекламный ролик в Германии для налоговой кампании Робин Гуд, основанный на идее продюсера Ричарда Кертиса,
- 2011 — После тишины, сопродюсер
- 2015 — Голоса Сребреницы, режиссёр и продюсер

## Награды
Вацлав Гавел вручил «Письмо Анне» с «Призом зрительских симпатий» на «Всемирном международном фестивале документальных фильмов о правах человека 2008» в Праге. Фестиваль «Единый мир» в Праге посредством международных документальных фильмов показывает, какие возможности есть у каждого, чтобы отстаивать права человека.
«Я не хочу танцевать» получил ряд наград, в том числе приз за «Лучший короткометражный игровой фильм» на кинофестивале GoEast в апреле 2008 года.
Награждён организацией «Global Green» в феврале 2018 г.